# Болюх Мирослав Васильович
Миросла́в Васи́льович Болюх (12 січня 1921, с. Кутківці, нині в межах м. Тернополя — 10 серпня 2012, Мельбурн) — довголітній член ОУН, Закордонного представництва Української головної визвольної ради, член НТШ.

## Життєпис

В часі служби в батальйоні «Роланд»

Народився 12 січня 1921 року в с. Кутківці, нині в межах м. Тернополя (Україна). Його батько — Василь Болюх — сотник УГА, в 1935—1939 роках — посол до польського сейму, голова «Українбанку».
У 1931—1937 роках навчався у Тернопільській гімназії товариства «Рідна школа», поступив в ОУН, був провідником юнацтва ОУН в гімназії. 1937 року арештований у «Справі Василя Охримовича і товаришів», змушений був залишити гімназію. 1939 року виїхав до Холма, там влився в українське підпілля, 1940 року почав студії у Відні.
1941 року — в складі ДУН «Роланд» — вступив разом з Ахілем Хрептовським, Євгеном Гарабачем та Яньом Шухевичем. Пройшов бойовий шлях до Нововоронцовки — біля Кривого Рогу, контактував із сіткою ОУН — Василь Стих.
Після розформування «Роланда» включився у працю ОУН в Тернополі — бойова ланка Юліяна Охримовича. За завданням ОУН працював у Відні, Празі та Кракові.
1945 року в Мюнхені закінчив освіту у Технічно-господарському інституті за фахом інженера-агронома. Того ж року з родиною виїздить до Австрії, там був головою Українського Центрального Комітету Австрії.
1949 року родина емігрувала в Австралію. Протягом 1951—1952 років — перший голова Об'єднання українців Австралії, голова управи УГВР. У 1959—1971 роках знову був головою Союзу українських організацій Австралії, з 1967 по 1972 — заступник президента секретаріату Світового конґресу вільних українців.
1972 року очолив Комітет оборони національних і людських прав в Україні, 1989 стає організатором та мужем довір'я Фонду допомоги Україні. Очолював дирекцію Української кредитової кооперативи «Дністер» та будівельну кооперативу «Одеса». Був серед засновників в Австралії фондів на видання «Енциклопедії українознавства». Фінансував діяльність Українського народного дому та українознавчих студій в університеті Монаша.
Був редактором:
- місячника «Кооперативне слово», тижневика «Церква і Життя»,
- англомовного збірника СУОА «Людська відвага і гідність» — 1968,
- збірника документів Української гельсінкської групи «За права народу» — 1980,
- співредактор книги «Українці в Австралії» — 1966.

Після здобуття Україною незалежності зміг разом з дружиною Марією відвідати Україну.
Є жертводавцем та один із авторів «Ювілейної книги Української гімназії в Тернополі».
2004 року вийшла його книга споминів Мирослава Болюха «Оглянувшись у минуле…» з передмовою О. Панченка.